# 61. obmejni bataljon (JLA)
61. obmejni bataljon je bil obmejni bataljon v sestavi Jugoslovanske ljudske armade.
Enota je bila nastanjena v Sloveniji pred in med slovensko osamosvojitveno vojno.

## Zgodovina
Bataljon je bil aktivno udeležen v dogodke slovenske osamosvojitvene vojne.

## Organizacija
1991
- poveljstvo (Vojašnica Radovljica)
- zaledni vod (Vojašnica Radovljica)
- intervencijski vod (Vojašnica Radovljica)
- oddelek za zveze (Vojašnica Radovljica)
- 1. obmejna četa (po stražnicah)
- 2. obmejna četa (po stražnicah)
- 3. obmejna učna četa (Vojašnica Bohinjska Bela)

1. in 2. četa sta bili razporejeni po naslednjih stražnicah:
- stražnica Jezersko
- stražnica Medvedje
- stražnica Ljubelj
- stražnica Žirovnica
- stražnica Javorniški Rovt
- stražnica Golica
- stražnica Belca
- stražnica Korensko sedlo
- stražnica Rateče
- stražnica Slatina